# Vuelta a Guatemala
La Vuelta a Guatemala también llamada Vuelta Ciclística a Guatemala es una competición de ciclismo en ruta por etapas que se celebra anualmente en Guatemala, organizada por la Federación Guatemalteca de Ciclismo.
La carrera está catalogada como de categoría 2.2 y forma parte del UCI America Tour, que es uno de los cinco Circuitos Continentales creados por la UCI en 2005.

## Historia
De acuerdo al libro “Las 41 Vueltas y algo más” del periodista Celso Álvarez Rosales las personas que tuvieron el chispazo de la Vuelta Centroamericana fueron: Max Russ, Arturo Chajón Antoncich, J. Francisco Fernández, Gustavo Ramos, Vicente Pérez, Víctor Manuel Morales, F. Luis Velásquez, Óscar Tarragó Novales y Augusto Paitevin C. Fueron disputadas cinco etapas y compitieron corredores de Nicaragua, Costa Rica y Guatemala. El triunfador fue el guatemalteco Fraterno Vila.
Los pedalistas guatemaltecos continuaron con su evolución deportiva y en eso influyó la participación internacional, como correr la Vuelta a Colombia. En 1952 llegó a Guatemala la Selección de Francia, que arrasó en la Segunda Vuelta del Diario Esto de México, con Blas Quaglieri, quien fue primero en la general; Silvestre Zosí, León Duoau y Henry Sarrín. Esos ciclistas se incorporaron a los equipos nacionales, pero Quaglieri se radicó en el país. Posteriormente, fue el entrenador de la Selección de Guatemala.
En 1956, después de la Sexta Vuelta a Colombia, donde el nacional Víctor Canel España se agenció la última etapa, marcó en definitiva la ruta para que la Vuelta a Guatemala fuera una realidad. La planificación dejó escrita la fecha del 4 al 13 de abril de 1957 para la realización del máxima competición de los pedales.
México, Costa Rica y El Salvador, como participantes extranjeros, y las principales cartas guatemaltecas iluminaron el firmamento ciclístico. En total fueron 16 equipos, 13 de Guatemala, entre ellos: Las selecciones nacionales A y B, Caminos, Canada Dry, Francer, Hacienda, Igss, Infop, El Nacionalista, Phillips, Universidad de San Carlos, Puerto Barrios y Quetzaltenango. Como organizadores figuraron: David Guerra Guzmán, Blas Quaglieri, Humberto Salazar Damas, David Domínguez y César Augusto del Cid Sequeira.
El 4 de abril quedó en la historia cuando se disputó la primera etapa de la Primera Vuelta a Guatemala. Fue el circuito “Liberación-Reforma” de 140 kilómetros. Jorge Armas, de Guatemala A ganó con un tiempo de 3h.42.20s. El 13 de abril coronó como campeón a Jorge Surqué la “Pulga Mixqueña” Canel, con tiempo de 25h.9m.4s. Guatemala completó doblete, porque Jorge Armas conquistó el segundo lugar y el mexicano Román Teja Sánchez, más conocido como El Galgo., ocupó el tercer puesto. Se agregaron otras satisfacciones como el título de “rey de la montaña” que logró Surqué Canel y Guatemala A fue primero por equipos.
En la actualidad la Vuelta a Guatemala significa pasión total en los aficionados y los corredores nacionales. Los pedalistas foráneos se impresionan en la forma que se vive el ciclismo en el país, porque los guatemaltecos se desbordan a las carreteras a observar el paso de los titanes de los caminos.
La Vuelta a Guatemala, que se ha convertido en el mayor evento deportivo en el país en cuanto a cantidad de espectadores, se celebró por primera vez en abril de 1957. El triunfador de la primera etapa, circuito en la Av. Reforma en la ciudad capital, fue Jorge Armas y por eso fue el primer ciclista de la historia en lucir el Suéter Quetzal. Al finalizar aquella primera Vuelta, Jorge Surqué, "La Pulga Mixqueña" se convirtió el primer Campeón. 
Durante los primeros cuatro años, la competencia fue dominada por competidores guatemaltecos y colombianos. A partir de 2007, Colombia se convirtió en el país con el mayor número de victorias de todos los tiempos, con 21 victorias en la clasificación general individual.
De 1992 a 1996, cinco corredores de Colombia ganaron cinco títulos consecutivos, previo a que el ciclista local Luis Rodolfo Muj, más conocido como El Tractorcito, ganara en 1997, en lo que fue la primera victoria de Guatemala desde que Edin Roberto Nova ganara su segunda Vuelta en 1988, y poner así fin a la sequía más larga de títulos para la Tierra del Quetzal.
Antes de 2002, y desde 2005, la carrera ha sido categoría 2.2 de la UCI, después de haber sido evaluada 2.5 desde 2002 hasta 2004.
El ganador de la edición 2004 de la carrera fue Lizandro Ajcú, quien fue descalificado posteriormente por haber dado positivo a la prueba de dopaje en lo que fue el mayor caso de uso de sustancias prohibidas de la historia de la carrera: nueve corredores, entre ellos los cuatro primeros en la Clasificación General.
En 2005, la Vuelta fue cancelada después de la tormenta tropical Stan por fuertes lluvias que causaron inundaciones y deslizamientos de tierra que dañaron la infraestructura y causaron 1.500 muertes semanas antes de empezar la carrera.
El ganador de la 50.ª Vuelta a Guatemala en 2009 fue Nery Velásquez, "el Kaibil de Oro", quien fue descalificado en febrero de 2010 por haber dado positivo en dopaje (Boldenona). El título fue asignado a Juan Carlos Rojas, de Costa Rica.
La edición del 2011 fue suspendida a causa de las Inundaciones en Centroamérica de 2011 cuando ya estaba el recorrido cerrado y gran parte de los participantes anunciados.

### Cambio de fechas por inclemencias climáticas
A partir del año 2012 la vuelta se correrá en los meses de verano en Guatemala para no tener problemas de las carreteras y/o el clima y así no tener que suspender la carrera. La LII edición del evento está programada del 13 al 20 de mayo de 2012. A partir del año 2013 la organización de la vuelta desea tener la competencia en el mes de abril, como lo era en un principio. En las últimas ediciones luego de cambiar la carrera de mes, la misma ha concluido en Quetzaltenango y no con el acostumbrado paseo de los campeones en el anillo periférico de la Ciudad de Guatemala dándole un final más duro de lo acostumbrado. Otro dato a resaltar es que a partir de que existen dos vueltas al año categoría 2.2 en Guatemala, la Vuelta al Mundo Maya recorre el Oriente y la Vuelta a Guatemala ha recorrido el Occidente del país y dando como resultado que se mantengan las etapas más duras de la historia tanto en San Pedro Sacatepequez, San Marcos y la escala desde Retalhuleu a Quetzaltenango. La última etapa de la edición 52 estuvo colmanda de personas desde un principio y durante todo trayecto en ascenso de 30 km hasta la meta final dando como resultado la edición del año 2013 repitiera este mismo final de competencia.
La edición del año 2013 también marco una pauta para el retiro de los maillots de Mejor Guatemalteco y el de la Regularidad además del dominio del equipo GW-Shimano de Colombia que colocó a sus 6 integrantes entre los primeros 10 corredores de la general.

## Maillots de líder
Estos han sufrido muchos cambios de colores, estilos y nombres ya que dependiendo de la marca patrocinadora de cada uno de los maillotslos fueron modificando.
Los maillots utilizados durante la 53 edición de la Vuelta a Guatemala fueron los siguientes: 
El líder de la clasificación general se lo distingue con un maillot amarillo.
El líder de la clasificación de la montaña lleva un maillot blanco con lunares Rojos.
El líder de la clasificación de metas volantes lleva un maillot azul.
El líder de la clasificación para menores de 23 años (sub-23) lleva un maillot azul con blanco.
Con respecto a la edición anterior de la Vuelta se suprimieron los maillots de Mejor Guatemalteco  y el de Regularidad 

## Palmarés
| Año                       | Ganador                   | Segundo                  | Tercero                     |
| ------------------------- | ------------------------- | ------------------------ | --------------------------- |
| 1957                      | Jorge Surqué              | Jorge Armas              | Román Teja                  |
| 1958                      | Hernán Medina Calderón    | Honorio Rúa              | Roberto Buitrago            |
| 1959                      | Aureliano Cuque           | Jorge Surqué             | Carlos Rafael González      |
| 1960                      | Jorge Alfonso Luque       | Eduardo Bustos           | Aureliano Cuque             |
| 1961                      | Aureliano Cuque           | Rogelio Hernández        | José Manuel López Rodríguez |
| 1962                      | Esteban Martín Jiménez    | Joel Aquino              | Sabas Cervantes             |
| 1963                      | Juan Pontaza              | Sabas Cervantes          | Joel Aquino                 |
| 1964                      | Rubén Darío Gómez         | Pablo Enrique Hernández  | Juan Pontaza                |
| 1965                      | José Segú                 | Ventura Díaz Arrey       | Luís Enrique Pineda         |
| 1966                      | Saturnino Rustrián        | Joel Aquino              | Gustavo Rincón              |
| 1967                      | Benigno Rustrián          | Jorge Colindres          | Saturnino Rustrián          |
| 1968                      | Manuel Galera             | Gustavo Rincón           | Saturnino Rustrián          |
| 1969                      | Fulgencio Sánchez         | Enrique Sahagún          | Josep Albelda Tormo         |
| 1970                      | Josep Albelda Tormo       | Juan Manuel Santisteban  | Antonio Menéndez González   |
| 1971                      | Mario Nufio               | Virgilio Pineda          | Saturnino Rustrián          |
| 1972                      | Samuel Herrera            | Saturnino Rustrián       | Mario Nufio                 |
| 1973                      | Luis Leonardo Tovar       | Carlos Campaña           | Alberto Duarte Bernal       |
| 1974 edición no realizada |                           |                          |                             |
| 1975                      | Manuel Cejas              | Areliano Hernandez       | Tito Lugo                   |
| 1976                      | José Patrocinio Jiménez   | Wilfredo Insuasti        | Carlos Julio Siachoque      |
| 1977                      | José Patrocinio Jiménez   | Carlos Julio Siachoque   | Luis Enrique Murillo        |
| 1978 edición no realizada |                           |                          |                             |
| 1979                      | Bernardo Colex            | Tito Lugo                | Ignacio Mosqueda            |
| 1980                      | Samuel Cabrera            | Israel Corredor          | Antônio Silvestre           |
| 1981                      | Héctor Dubón              | Alexis Villalobos        | Miguel Arias                |
| 1982                      | Rafael Tolosa             | Martín Alonso Ramírez    | Jesús María Segura          |
| 1983                      | Víctor Castañeda          | Héctor Julio Patarroyo   | Glenn Sanders               |
| 1984                      | Edín Roberto Nova         | Antonio Londoño          | Óscar de Jesús Vargas       |
| 1985                      | Héctor Julio Patarroyo    | Robenson Pacheco         | Andrés Brenes               |
| 1986                      | Josué López               | Juan Carlos Arias Acosta | Marco Quezada               |
| 1987                      | Orlando Castillo          | Jair Bernal              | Dubán Ramírez               |
| 1988                      | Edín Roberto Nova         | Leonardo Obispo          | Luis Morera                 |
| 1989                      | Dinael Vargas             | Edín Roberto Nova        | Jair Bernal                 |
| 1990                      | Adolfo Rico               | Raúl Gómez Suárez        | Edín Roberto Nova           |
| 1991                      | Andrés Brenes             | Gustavo Mesén            | Alfredo Zamora              |
| 1992                      | José Castelblanco         | Jair Bernal              | Hugo Bolívar                |
| 1993                      | José Robles López         | Luis Cárdenas            | José Castelblanco           |
| 1994                      | Eliecer Valdés            | Adolfo Rico              | José Ibáñez                 |
| 1995                      | Jairo Hernández Montoya   | Ismael Sarmiento         | Luis Cárdenas               |
| 1996                      | Graciano Fonseca          | Ismael Sarmiento         | Raúl Gómez Suárez           |
| 1997                      | Rodolfo Muj               | John Lieswyn             | José Robles López           |
| 1998                      | Ismael Sarmiento          | Ubaldo Mesa              | Julio César Rangel          |
| 1999                      | Fernando Wilfredo Escobar | Luis Orán Castañeda      | Miguel Arroyo Rosales       |
| 2000                      | Fermín Méndez             | Gregorio Ladino          | Alexis Rojas                |
| 2001                      | Gregorio Ladino           | Ismael Sarmiento         | Álvaro Lozano               |
| 2002                      | Víctor Hugo González      | José Daniel Bernal       | Amílcar Gramajo             |
| 2003                      | César Salazar             | Julio César Rangel       | Mauricio Ortega             |
| 2004                      | Paulo Vargas              | Gregorio Ladino          | Carlos Alberto Maya Lizcano |
| 2005 edición no realizada |                           |                          |                             |
| 2006                      | Juan Carlos Rojas         | Hernán Darío Muñoz       | Juan Alberto Solís          |
| 2007                      | Carlos López              | Rafael Montiel           | Carlos José Ochoa           |
| 2008                      | Manuel Medina             | Johnny Morales           | Edwin Becerra               |
| 2009                      | Juan Carlos Rojas         | Ismael Sarmiento         | Manuel Medina               |
| 2010                      | Giovanni Báez             | Juan Pablo Suárez        | Francisco Colorado          |
| 2011 edición no realizada |                           |                          |                             |
| 2012                      | Ramiro Rincón             | Freddy Piamonte          | Román Villalobos            |
| 2013                      | Óscar Eduardo Sánchez     | Jonathan Millán          | Sebastián Tamayo            |
| 2014                      | Alex Cano                 | Francisco Colorado       | Óscar Sevilla               |
| 2015                      | Román Villalobos          | Wilmar Jahir Pérez       | Manuel Rodas                |
| 2016                      | Román Villalobos          | Manuel Rodas             | Víctor García Estévez       |
| 2017                      | Manuel Rodas              | Alfredo Ajpacajá         | Álder Torres                |
| 2018                      | Alfredo Ajpacajá          | Manuel Rodas             | Jonathan de León            |
| 2019                      | Manuel Rodas              | Alfredo Ajpacajá         | Mardoqueo Vásquez           |
| 2020                      | Mardoqueo Vásquez         | Santiago Ordóñez         | Byron Guamá                 |
| 2022                      | Mardoqueo Vásquez         | Wilmar Jahir Pérez       | Jymmi Santiago Montenegro   |
| 2023                      | Gerson Toc                | Byron Guamá              | Stalin Puentestar           |
| 2024                      | Robinson López            | Mardoqueo Vásquez        | David Gonzalez              |

## Palmarés por países
| País           | Victorias | 2.º lugar | 3.º lugar | Total |
| -------------- | --------- | --------- | --------- | ----- |
| Colombia       | 26 (25)   | 36        | 21        | 83    |
| Guatemala      | 21 (17)   | 15        | 17        | 53    |
| Costa Rica     | 6 (4)     | 2         | 6         | 14    |
| España         | 5 (5)     | 4         | 6         | 15    |
| México         | 3 (3)     | 3         | 5         | 11    |
| Venezuela      | 1         | 0         | 3         | 4     |
| Cuba           | 1         | 0         | 0         | 1     |
| Ecuador        | 0         | 1         | 3         | 4     |
| Brasil         | 0         | 1         | 1         | 2     |
| Estados Unidos | 0         | 1         | 1         | 2     |

- Entre paréntesis el número de ciclistas diferentes que han conseguido victorias para cada país.